# Historie

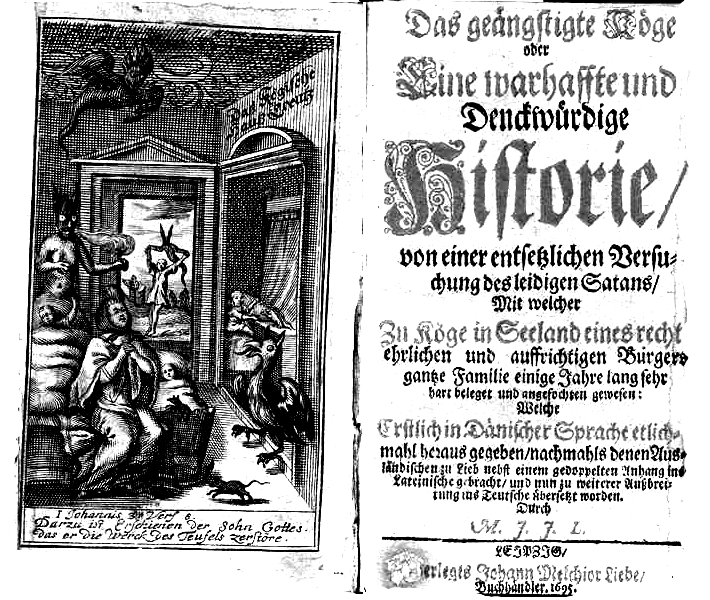
Historie des ausgehenden 17. Jahrhunderts: Das geängstigte Köge oder Eine warhaffte und Denckwürdige Historie (Leipzig, 1695)

Das Wort Historie [hɪsˈtoːʀi̯ə]  (die Betonung liegt auf dem „o“, das abschließende „e“ wird als Schwundform der lateinischen Variante historia gesprochen) bezeichnet bis in das 18. Jahrhundert den Bericht, die einzelne Nachricht, die einzelne Geschichte, die Erzählung, ob fiktional oder wahr.
Speziell in der Geschichtswissenschaft werden viele umfassend erzählende antike und mittelalterliche Geschichtswerke als Historien bezeichnet. Zusammensetzungen wie „Universal-Historie“ oder „Kirchen-Historie“ kamen im 17. Jahrhundert auf, um einen Bereich der Weltgeschichte zu bilden.
Das Wort verschwand im deutschen Sprachgebrauch weitgehend, als im 19. Jahrhundert die Geschichtswissenschaft aufgebaut wurde. Es bewahrt heute eine eigenständige Bedeutung in der Shakespeare-Forschung, die der Gliederung Rechnung trägt, die sich in der ersten postumen Shakespeare-Ausgabe, der Folio-Edition von 1623, findet. Sie unterscheidet zwischen Comedies, Histories und Tragedies: Komödien, Historien (oder Historien-Dramen) und Tragödien.
In der Frühe-Neuzeit-Forschung wird das Wort insbesondere dann benutzt, wenn man darauf verzichten will, rückwirkend Texte zu eindeutig als fiktionale Literatur zu verbuchen. Das Problem ist hier in der Regel, dass diese Texte eher undifferenziert als erbauliche, lehrreiche Erzählungen, Berichte, schlicht „Historien“, eingestuft wurden, ohne intensivere Diskussion ihrer Faktizität.
Das mittelalterliche und frühneuzeitliche Sprechen von Historien geht seinerseits auf ein antikes zurück.

## Historien in der Antike und in Byzanz
Das Wort Historia stammt aus dem Griechischen und bedeutet ursprünglich „Erkundung“ oder „Erforschung“, und so wurde er auch von dem antiken griechischen Geschichtsschreiber Herodot (um 430 v. Chr.) gebraucht. Erst Aristoteles verwendete dann einige Jahrzehnte später den Terminus Historia im Sinne von „Geschichte“ bzw. „Geschichtsschreibung“. Eine Reihe antiker Werke boten Historien unter Bündelung verschiedener Themenbereiche (etwa historischer, geographischer und religiöser Themen). Die bedeutendsten waren die Historien Herodots, die von Thukydides und Polybios verfassten Monographien zum Peloponnesischen Krieg bzw. zum Aufstieg Roms zur Weltmacht, die fragmentarisch überlieferten Werke Sallusts zur Spätzeit der Römischen Republik, die Historien des Tacitus und des Ammianus Marcellinus sowie die Historien des Prokopios von Caesarea. Daneben existierten eine Vielzahl weiterer Werke, die diesen Titel trugen, oft aber nur fragmentarisch erhalten sind.
Diesen antiken Werken ist gegenüber moderner Geschichtsschreibung eine gewisse Zersplitterung in Einzelhistorien gemeinsam, wenngleich ein jeweils übergeordnetes Thema gegeben ist. Die Autoren schrieben zum guten Teil mit der Intention, zu unterrichten und in Vertretung persönlicher politischer Standpunkte; der Anspruch auf „Wahrhaftigkeit“ wurde dabei aber nie aufgegeben. Die antiken Historien waren anspruchsvoll gestaltet und bedienten sich meistens einer stilisierten Kunstprosa. Oft behandelten sie die Zeitgeschichte, doch lässt sich der Terminus Historia in der griechischen Geschichtsschreibung nicht ausschließlich darauf beschränken. Vielmehr konnten ebenso vergangene Ereignisse dargestellt werden und konnte die Darstellung bis in die Lebenszeit des Verfassers reichen (wie bei Polybios). Eine zu enge Definition des Begriffs Historia ist eher irreführend als hilfreich, zumal der Gegenstand der historischen Betrachtung in den antiken Historien stark variieren konnte. Oft waren Historien universalhistorisch (nach den Maßstäben der jeweiligen Zeit) angelegt und mit zahlreichen Exkursen versehen. Dies trifft vor allem auf den Bereich der griechischen Historiographie und hier besonders auf die Historien Herodots, des Polybios und Prokops zu, wo der behandelte Themenbereich sehr breit angelegt war.
Im Bereich der lateinisch-römischen Historiographie war der universalhistorische Ansatz weniger verbreitet, doch setzten sich auch die Historien Sallusts und die Historien (sowie die Annalen) des Tacitus von der reinen annalistischen Darstellung ab. In der römischen Historiographie wurden zudem Historiae in der Regel als zeitgeschichtliche Darstellungen begriffen (und erfreuten sich großer Beliebtheit), während im Gegensatz dazu unter Annales Schilderungen der ferneren Vergangenheit verstanden wurden. Nach Tacitus flachte die Geschichtsschreibung im lateinischsprachigen Teil des Imperiums jedoch stark ab und wurde schließlich durch die biographische Darstellungsform verdrängt (siehe Sueton, Marius Maximus und Historia Augusta). Erst Ammianus Marcellinus bot Ende des 4. Jahrhunderts wieder eine zusammenhängende, ausführliche Darstellung historischer Ereignisse (angereichert mit zahlreichen Exkursen) in lateinischer Sprache; es sollte das letzte bedeutende lateinische Geschichtswerk der Antike sein.
Anders sah die Situation im griechischsprachigen Osten aus, wo die von Herodot und Thukydides (der allerdings den Begriff Historia vermied) begründete historiographische Tradition bis in die Spätantike lebendig blieb; die letzten Historien wurden von Theophylaktos Simokates im frühen 7. Jahrhundert verfasst.
In der byzantinischen Geschichtsschreibung wurde ab dem späten 10. Jahrhundert ebenfalls wieder auf die klassizistischen Vorbilder zurückgegriffen.

## Begriffsverwendungen des Mittelalters und der Frühen Neuzeit

Der billige Markt: Wunderliche und seltsame Historien Tillen Eulenspiegels c.1720.

Die erhaltenen antiken Geschichtswerke in lateinischer Sprache gehörten zu den Texten, die im Mittelalter bereits früh rezipiert wurden. Sie boten sich hier vor allem beim Aufbau der Exempla-Literatur als reicher Materialfundus an. In der mittelalterlichen Geschichtsschreibung trugen ebenfalls mehrere Werke den Titel Historiae, so z. B. im Frühmittelalter das Geschichtswerk des Gregor von Tours oder das Werk Nithards, wenngleich sich die Darstellungsweise von der antiker Werke teils sehr deutlich unterschied. Der alte klassizistische Anspruch verschwand, allerdings flossen Elemente der antiken Geschichtsschreibung weiterhin ein. Im weiteren Verlauf des Mittelalters trugen mehrere weitere Geschichtswerke den Titel Historia bzw. war diese Bezeichnung Bestandteil des Gesamttitels.
Das Wort Historia bezeichnete später zunehmend auch alle Formen des Berichts, der Erzählung, der Geschichte, einen, rückblickend beurteilt, unkritisch strukturierten Bereich. Regelmäßig stehen in ihm aus heutiger Sicht fiktionale Historien, legendäre Berichte, Zusammenfügungen von Informationen auf eine Stufe mit Texten der sich allmählich herausbildenden öffentlichen Geschichtsschreibung, die in den Feldern der weltlichen und Kirchen-Historie im 17. Jahrhundert zunehmend akademische Standards sucht.
Stärker als die Differenzierung zwischen wahren Historien (heute Geschichtsbüchern) und Fiktionen (heute Literatur) ist in theoretischen Überlegungen zur Aufgabe der Historien vor dem mittleren 18. Jahrhundert zumeist die Frage des didaktischen Gebrauchswerts, den die Historie in der Hand des klugen Lesers gewinnt. Aus Historien zu lernen, ist das Ziel des Historikers. Die Weltgeschichte wird traditionell als Kompendium interessanter Exempel angesehen, die Politiker, Redner, Prediger anführen können, um Maximen, Handlungsanweisungen, von ihnen abzuleiten. Das hat entscheidend mit der Debattenlandschaft zu tun, die bis Mitte des 18. Jahrhunderts bestimmend ist. In ihr gibt es weder einen Bereich der öffentlichen Geschichte, die mit universitärer Etablierung für die kritische Aufarbeitung der Vergangenheit zuständig ist, noch gibt es vor 1750 einen Bereich der Literaturwissenschaft, der fiktionale Texte tradiert. Die Teilung der Wissenschaften steht dem Aufkommen einer Geschichtswissenschaft entgegen. Die traditionelle Gliederung der Wissenschaften in Theologie, Jurisprudenz, Medizin und Philosophie überdauert bis in das späte 18. Jahrhundert, sie kennt eine breitere Auseinandersetzung mit der Geschichte vor allem im Grundstudium der sogenannten philosophischen Disziplinen. Hier findet ein Wandel erst mit der Säkularisierung statt, in deren Gefolge die westeuropäischen Nationalstaaten die Geschichtswissenschaft zu einer Diskussionsplattform ausbauen, auf der Belange von Staat und Kirche verhandelt werden.
Auf dem Buchmarkt entwickeln sich im Verlauf der Frühen Neuzeit die Bereiche der Historien auseinander. Universal-Historien und Kirchen-Historien werden im Verlauf des 17. und 18. Jahrhunderts eine zunehmend akademische Materie. Historien als Plural werden dagegen eine zunehmend beliebige Ware. Auf dem niederen Markt sprechen die Kunden von Historien oft im Blick auf den Bereich populärer billiger Bücher, die von der Literaturwissenschaft heute als Volksbücher zusammengefasst werden. Dass das Publikum hier schlicht Historien verlangte, zeugt vor allem von einem Desinteresse an den Gattungen, die unter den eleganten Büchern im 17. und 18. Jahrhundert zunehmend definiert werden, um Lektüregeschmack anzusprechen. Die Kunden der Historien bleiben an bekannten Helden interessiert, ob sie dabei Eine Lesenswürdige Historia, vom Hertzog Ernst, in Bayern und Oesterreich lesen, ein Schön und lustige Histori, von den Vier Heymons-Kindern, Adelhart, Ritfart, Writfart, und Reinold: Samt ihrem Roß Bayart, was sie für ritterliche Thaten gegen die Heiden, zu Zeiten Caroli Magni, Königs in Frankreich, und ersten Römischen Kaysers, begangen haben, vom gehörnten Siegfried, von Alexander dem Großen, oder im lustigen Fall von Tillen Eulenspiegel. Dass all dies schlicht unter dem Etikett der bekannten Historien angeboten wird, verkündet gleichzeitig, dass hier nicht Kunst und Stil etwa des Romans oder des heroischen Epos gesucht ist, sondern die Aktion selbst, die lesenswerten Heldentaten.
Das Wort bezieht sich daneben regulär auf Einzelberichte, an denen die offizielle Geschichtsschreibung kein Interesse hegte. Die von Johann Henrich Reitz begonnene Sammlung der Historie Der Wiedergebohrnen, oder Exempel gottseliger, so bekandt- und benant- als unbekandt- und unbenanter Christen, Männlichen und Weiblichen Geschlechts […] Wie dieselbe erst von Gott gezogen und bekehret, und nach vielem Kämpfen und Aengsten, durch Gottes Geist und Wort zum Glauben und Ruh ihrer Gewissens gebracht seynd (1698–1745) setzte hier Maßstäbe wie die zahlreichen Historien, die spektakulären Einzelnachrichten vermarkten.

## Shakespeares Historien-Dramen
Ein eigenes Gattungsfeld ist heute mit den Dramen abgesteckt, die in der ersten postumen Gesamtausgabe der Werke William Shakespeares als Histories eingegrenzt wurden. Die Ausgabe notiert dabei insgesamt drei Kategorien. Comedies, Histories und Tragedies und sie umfasst dabei eine inhaltlich geschlossene Abteilung von Stücken:
- König Johann
- Richard II.
- Heinrich IV., Teil 1
- Heinrich IV., Teil 2
- Heinrich V.
- Heinrich VI., Teil 1
- Heinrich VI., Teil 2
- Heinrich VI., Teil 3
- Richard III.
- Heinrich VIII.

Die Gliederung hat eigene Berechtigung, da mit ihr in der Folioausgabe die Stücke erfasst sind, die Stoffe der jüngeren englischen Geschichte verarbeiteten. Sie wirft Probleme auf, da Shakespeare in den vorangegangenen Ausgaben auch andere Stücke als Historien auf den Markt brachte, etwa König Lear oder den Kaufmann von Venedig und da er gleichzeitig einige der hier gelisteten Historien zuvor abweichend etikettierte: Heinrich den V. als „Chronicle History“ oder Richard II. als „Tragedy“. Die ersten Hamlet-Drucke machen das Problem deutlich. Sie boten die Tragicall History of Hamlet.
Offenkundig verweist das Wort nicht eindeutig auf eine Gattung. Auf den Titelblättern der Quarto-Ausgaben, die zu Shakespeares Lebzeiten die Stücke einzeln herausbrachten, ist mit dem Wort von der Historie regelmäßig der Blick auf den Inhalt eingeleitet, der Blick auf die Geschichte, die das Stück erzählt. Mit den Stücken, die in der Folio-Ausgabe diese Einstufung erfuhren, entwickelte sich dessen ungeachtet eine Gattung, deren Merkmal vor allem eine episodische Struktur wurde. Geschichtliche Ereignisse werden in Einzelszenen auf die Bühne gestellt.
Die Gattung erfuhr in der zweiten Hälfte des 18. Jahrhunderts im Rahmen der deutschen Shakespeare-Entdeckung eine Renaissance. Die Geschichtsdramen Goethes (Götz von Berlichingen 1773, Clavigo 1774, Egmont 1775–1788) und Schillers (Don Karlos 1787/88, die Wallenstein-Trilogie 1799, Maria Stuart 1800) setzten sie am Ende mit neuen Impulsen fort.

## Historienmalerei
Ein eigenes Gemäldegenre entwickelte sich aus den Traditionen visueller historischer Berichterstattung, das bereits im Mittelalter mit Abbildungen insbesondere biblischer Historien in Kirchen öffentlich präsent ist und im Druck der frühen Neuzeit mit Einblattholzschnitten zu historischen Ereignissen neue Formen entwickelt: das Genre der Historienmalerei – hierzu der eingehendere Artikel.

### Zu antiken Historien
- Dieter Flach: Römische Geschichtsschreibung. 3. Aufl., WBG, Darmstadt 2001
- John Marincola (Hrsg.): A Companion to Greek and Roman Historiography. 2 Bde., Blackwell, Oxford 2007
- Klaus Meister: Die griechische Geschichtsschreibung. Kohlhammer, Stuttgart 1990

### Zu Historien des Mittelalters und der Frühen Neuzeit
- Joseph Görres: Die teutschen Volksbücher. Nähere Würdigung der schönen Historien-, Wetter- und Arzneybüchlein, welche theils innerer Werth, theils Zufall, Jahrhunderte hindurch bis auf unsere Zeit erhalten hat. Mohr und Zimmer, Heidelberg 1807
- Herbert Grundmann: Geschichtsschreibung im Mittelalter. Gattungen – Epochen – Eigenart. Vandenhoeck & Ruprecht, Göttingen 1965.
- Hilkert Weddige: Die „Historien vom Amadis auss Franckreich“: Dokumentarische Grundlegung zur Entstehung und Rezeption. Steiner, Wiesbaden 1975

### Zu Shakespeares Historien-Dramen
- Michael Hattaway, The Cambridge Companion to Shakespeare's History Plays. Cambridge University Press, Cambridge 2003
- Emma Smith (Hrsg.), Shakespeare's Histories: A Guide to Criticism. Blackwell, Oxford u. a. 2004